# Suecia en los Juegos Olímpicos de Lillehammer 1994
Suecia estuvo representada en los Juegos Olímpicos de Lillehammer 1994 por un total de 84 deportistas que compitieron en 10 deportes.  
La portadora de la bandera en la ceremonia de apertura fue la esquiadora Pernilla Wiberg.

## Medallistas
El equipo olímpico sueco obtuvo las siguientes medallas:
| Nombre          | Deporte            | Competición   |
| --------------- | ------------------ | ------------- |
| Oro             |                    |               |
| Pernilla Wiberg | Esquí alpino       | Combinada F   |
| Equipo          | Hockey sobre hielo | Torneo M      |
| Plata           |                    |               |
| Marie Lindgren  | Esquí acrobático   | Salto aéreo F |
| Bronce          |                    |               |
| —               |                    |               |